# Bayer Giants Leverkusen
Bayer Giants Leverkusen é um clube profissional de basquetebol, parte do clube Bayer Leverkusen com sede na cidade de Leverkusen, Alemanha. Atualmente ele joga na segunda divisão alemã ProB.
Baseado no número de títulos (14 campeonatos), o Leverkusen é o clube de maior sucesso em toda a história da Basketball Bundesliga. Em 2009, a Companhia Bayer AG cortou orçamento com patrocínio na equipe, com isso o clube foi realocado na terceira divisão alemã (ProB) para reestruturar-se. A franquia deixada vaga na Bundesliga foi ocupada pelo recém formado Giants Düsseldorf.

## História
Fundado como TuS Bayer 04 Leverkusen em 1961, o clube foi promovido para a primeira divisão apenas em 1968. O Clube venceu 5 Bundesligas e  quatro Copas da Alemanha como TuS 04 Leverkusen antes de trocar seu nome e continuar o domínio na competição com o nome de TSV Bayer 04 Leverkusen. Até hoje é o clube que venceu Bundesligas do que qualquer outra equipe.
Durante os cortes orçamentários na equipe realizados pela Bayer em 2008, visto que a equipe além de deixar de ser uma equipe de ponta, passaria a ser coadjuvante na terceira divisão fez com que vários fãs da equipe fossem para as ruas para protestar contra a decisão da empresa.
Apenas em 2013, o clube conseguiu a promoção para a 2ª Divisão (PRO A).

## Temporada por Temporada
| Temporada | Divisão | Liga         | Pos.     | Classificação      | Basketball Bundesliga | Competições Européias                    |
| --------- | ------- | ------------ | -------- | ------------------ | --------------------- | ---------------------------------------- |
| 1989–90   | 1       | Bundesliga   | 1        | Campeão            | Campeão               | 2 Euroliga Round of 16                   |
| 1990–91   | 1       | Bundesliga   | 1        | Campeão            | Campeão               | 1 Copa dos Campeões - quartas de finais  |
| 1991–92   | 1       | Bundesliga   | 1        | Campeão            | –                     | 1 Euroliga Temporada Regular             |
| 1992–93   | 1       | Bundesliga   | 1        | Campeão            | Campeão               | 1 Euroliga Temporada Regular             |
| 1993–94   | 1       | Bundesliga   | 1        | Campeão            | Semifinalista         | 1 Euroliga Temporada Regular             |
| 1994–95   | 1       | Bundesliga   | 1        | Campeão            | Campeão               | 1 Euroliga Temporada Regular             |
| 1995–96   | 1       | Bundesliga   | 1        | Campeão            | Vice-Campeão          | 1 Euroliga Temporada Regular             |
| 1996–97   | 1       | Bundesliga   | 4        | Semifinalista      | –                     | 1 Euroliga Temporada Regular             |
| 1997–98   | 1       | Bundesliga   | 8        | Quartas de Finais  | –                     | 2 EuroCup Primeira fase                  |
| 1998–99   | 1       | Bundesliga   | 4        | Semifinalista      | –                     | 3 Korać Cup Fase de Grupos               |
| 1999–00   | 1       | Bundesliga   | 2        | Vice-Campeão       | –                     | 3 Korać Cup Fase de Grupos               |
| 2000–01   | 1       | Bundesliga   | 3        | Semifinalista      | Terceira Posição      | 1 SuproLeague Regular season             |
| 2001–02   | 1       | Bundesliga   | 5        | Quartas de Finais  | –                     | 3 Korać Cup Round of 16                  |
| 2002–03   | 1       | Bundesliga   | 8        | Quartas de Finais  | –                     | 4 Regional Challenge Cup North Runner-up |
| 2003–04   | 1       | Bundesliga   | 8        | Quartas de Finais  | –                     | –                                        |
| 2004–05   | 1       | Bundesliga   | 13       | –                  | –                     | –                                        |
| 2005–06   | 1       | Bundesliga   | 10       | –                  | –                     | –                                        |
| 2006–07   | 1       | Bundesliga   | 8        | Quartas de Finais  | –                     | –                                        |
| 2007–08   | 1       | Bundesliga   | 6        | Quartas de Finais  | –                     | –                                        |
| 2008–09   | 4       | Regionalliga | 1        | Promovido          | –                     | –                                        |
| 2009–10   | 3       | ProB         | 7        | –                  | –                     | –                                        |
| 2010–11   | 3       | ProB         | 8        | Oitavas de Finais  | –                     | –                                        |
| 2011–12   | 3       | ProB         | 11       | –                  | –                     | –                                        |
| 2012–13   | 3       | ProB         | 5        | PromovidoCampeão   | –                     | –                                        |
| 2013–14   | 2       | ProA         | 13       | –                  | –                     | –                                        |
| 2014-15   | 2       | ProA         | 13       | -                  | -                     | -                                        |
| 2015-16   | 2       | ProA         | 14       | -                  | -                     | -                                        |
| 2016-17   | 2       | ProA         | 15       | Rebaixado          | -                     | -                                        |
| 2017-18   | 3       | ProB         | 8        | Oitavas de Finais  |                       |                                          |
| 2018–19   | 3       | ProB         | 1º       | PromovidoCampeão   |                       |                                          |
| 2019-20   | 2       | ProA         | COVID 19 | COVID 19           |                       |                                          |
| 2020-21   | 2       | ProA         | 5        | PromovidoFinalista |                       |                                          |

## Ligações Externas
- Sítio Oficial (em alemão)